# Josip Iličić
Josip Iličić est un footballeur international slovène d'origine bosnienne, né le 29 janvier 1988 à Prijedor en Yougoslavie (auj. en Bosnie-Herzégovine). Il joue au poste d'attaquant.

## Biographie

### En club
Iličić a commencé sa carrière en jouant dans les équipes juniors du Triglav Kranj et plus tard au Britof de Kranj. À l'âge de 19 ans, il est recruté par le SC Bonifika, où il joue pendant une saison en deuxième division slovène, en 2 SNL. Il y marque 3 buts en 24 matchs avant d'être repéré par le NK Interblock qui finit par le recruter. Il joue pendant deux saisons dans la ligue supérieure slovène, en 1 SNL. À la fin de la saison 2009-2010, lui et son club sont relégués en 2 SNL après deux matches contre Triglav. En dépit d'être l'un des meilleurs joueurs de son club et l'un des meilleurs espoirs du football slovène, Iličić a terminé la saison avec la réserve. Il désire s'en aller en fin de saison, après avoir marqué 14 buts en 65 matchs. Quelques mois plus tard, il signe au NK Maribor, où il réalise des débuts parfaits en marquant un doublé lors d'un match en Ligue Europa contre le club de Premier League écossaise, l'Hibernian en juillet 2010. Il marque à nouveau lors du match retour de Ligue Europa, face à l’équipe sicilienne de Palerme, qui finit sur le score de 3-2 en faveur du club slovène. Le jour suivant, le club de Palerme décide de recruter Iličić et son coéquipier Armin Bacinovic de Maribor. Les frais de transfert payés par Palerme n'ont pas été divulgués, mais ils sont censés s'approcher d'environ 2 millions d'euros. 

#### US Palerme
Il connaît de bon débuts avec son club en marquant le but égaliseur pour ses débuts pour sa nouvelle équipe en Serie A. Il marque son premier but à domicile lors de la rencontre opposant son club à l'Inter Milan. Seulement quatre jours plus tard, le 23 septembre 2010, il marque son deuxième but de la saison, cette fois contre un autre géant italien : la Juventus. Ses performances remarquables contre les meilleures équipes italiennes ont continué quand il a marqué un but contre Fiorentina le 3 octobre 2010, et contre l'AS Roma le 28 novembre 2010. Le 20 juin 2011, Josip a signé un nouveau contrat de cinq ans. Il a changé son numéro de maillot et prend le numéro 27 à partir du 16 août 2011. Cependant, lors de la saison 2011-2012 Iličić souffre du départ de Javier Pastore, vendu au Paris Saint-Germain. Malgré cela, il reste titulaire lors de la saison 2012-2013, dans une formation 3-4-2-1 associé à Franco Brienza par le nouvel entraîneur Gian Piero Gasperini. Il réussit un doublé lors de la victoire 3-1 au stade Renzo-Barbera le 24 novembre 2012 lors du derby sicilien face à Catane. Le 17 mars 2013, Iličić atteint les 100 matchs avec le club de Palerme (91 en championnat, 2 en coupes d'Europe et 7 en Coupe d'Italie).

#### ACF Fiorentina
Le 23 juillet 2013, Palerme a officiellement confirmé la vente de Josip Iličić à la Fiorentina. Le joueur a préféré un transfert dans le club Florence plutôt que de partir jouer en Bundesliga ou en Premier League. Le transfert aurait coûté environ 9 millions auquel il faut ajouter des bonus liés au performance du joueur.
Malheureusement en octobre 2013 Josip Iličić se blesse à la cheville. Cette saison-là il ne participe qu'à 21 matchs de championnat sur les 38 possibles.

#### Atalanta Bergame
Il signe le 5 juillet 2017 à l'Atalanta Bergame pour 5,75 millions d'€, et inscrit son premier but sous ses nouvelles couleurs le 20 septembre de cette même année au cours de la victoire contre le Football Club Crotone 5 à 1.
Après ses débuts en Ligue des champions contre le Dinamo Zagreb le 18 septembre 2019 (défaite 0-4), et avoir marqué son premier but dans cette compétition contre Valence lors du 1/8ème de finale aller, il réussit la performance d'inscrire un quadruplé au match retour à Mestalla, devenant le plus vieux joueur de la compétition à avoir marqué 4 buts dans un seul match, ainsi que le premier joueur à réaliser 4 buts à l'extérieur dans un match à élimination directe de Ligue des champions.
Malheureusement, en juin 2020 Josip Iličić se blesse à la cheville, une seconde fois, il rejoue quelques matchs mais à la suite de sa mauvaise performance contre la Juventus le 11 juillet 2020 déclare forfait pour les six derniers matchs de la saison et est incertain pour le match de Ligue des champions d'août 2020.
À la suite de son absence des rumeurs font état d’une dépression, liée à la Pandémie de Covid-19. Le club lombard confirme qu'il est autorisé à se ressourcer en Slovénie avec sa famille mais ne confirme en aucun cas un quelconque problème de santé, ni maladie du covid, ni dépression. Selon d'autres rumeurs, sa femme aurait été adultère[réf. nécessaire].
Le joueur publie une photo avec sa femme souriante et lui même un air pensif afin de démentir ces rumeurs et s'en moquer.

### En équipe nationale
Josip Iličić n'a pas participé à la Coupe du monde 2010, mais il a fait ses débuts pour l'équipe nationale lors d'un match amical contre l'Australie le 11 août 2010. Il marque son premier but international le 10 septembre 2013 face à Chypre.
Le 4 septembre 2017, lors d'un match du groupe F des éliminatoires de la zone Europe pour la Coupe du monde 2018, il inscrit un doublé sur penalties face à la Lituanie, ce qui offre une large victoire (4-0) à son équipe.
Le 10 juin 2019, lors du 4e match du groupe G des phases de qualifications pour l'Euro 2020, il marque un doublé permettant à la Slovénie de gagner sur un score de 5-0 face à la Lettonie. L'équipe monte à la 4e place de son groupe avec seulement deux points de retard sur Israël, deuxième du groupe.
Il est retenu dans la liste des 26 joueurs slovènes du sélectionneur Matjaž Kek pour participer à l'Euro 2024.

## Statistiques
| Saison                | Club                  | Championnat                 | Championnat | Championnat | Championnat | Coupe(s) nationale(s) | Coupe(s) nationale(s) | Coupe(s) nationale(s) | Compétition(s) continentale(s) | Compétition(s) continentale(s) | Compétition(s) continentale(s) | Compétition(s) continentale(s) | Slovénie | Slovénie | Slovénie | Total | Total | Total |
| Saison                | Club                  | Division                    | M.          | B.          | P.d.        | M.                    | B.                    | P.d.                  | Comp.                          | M.                             | B.                             | P.d.                           | M.       | B.       | P.d.     | M.    | B.    | P.d.  |
| 2007-2008             | SC Bonifika           | Prvaliga                    | 24          | 3           | 0           | -                     | -                     | -                     | -                              | -                              | -                              | -                              | -        | -        | -        | 24    | 3     | 0     |
| 2008-2009             | NK Interblock         | Prvaliga                    | 27          | 9           | 0           | 4                     | 1                     | 0                     | -                              | -                              | -                              | -                              | -        | -        | -        | 31    | 10    | 0     |
| 2009-2010             | NK Interblock         | Prvaliga                    | 30          | 3           | 3           | 2                     | 1                     | 0                     | C3                             | 2                              | 0                              | 0                              | -        | -        | -        | 34    | 4     | 3     |
| Sous-total            | Sous-total            | Sous-total                  | 57          | 12          | 3           | 6                     | 2                     | -                     | -                              | 2                              | 0                              | 0                              | -        | -        | -        | 65    | 14    | 3     |
| 2010-2011             | NK Maribor            | Prvaliga                    | 5           | 1           | 2           | -                     | -                     | -                     | C3                             | 6                              | 3                              | 1                              | 1        | 0        | 0        | 12    | 4     | 3     |
| 2010-2011             | US Palerme            | Serie A                     | 34          | 8           | 7           | 5                     | 0                     | 1                     | -                              | -                              | -                              | -                              | 9        | 0        | 3        | 48    | 8     | 11    |
| 2011-2012             | US Palerme            | Serie A                     | 33          | 2           | 5           | 1                     | 3                     | 0                     | C3                             | 2                              | 1                              | 0                              | 5        | 0        | 0        | 41    | 6     | 5     |
| 2012-2013             | US Palerme            | Serie A                     | 31          | 10          | 2           | 1                     | 1                     | 0                     | -                              | -                              | -                              | -                              | 5        | 0        | 0        | 37    | 11    | 2     |
| Sous-total            | Sous-total            | Sous-total                  | 98          | 20          | 14          | 7                     | 4                     | 1                     | -                              | 2                              | 1                              | 0                              | 19       | 0        | 3        | 126   | 25    | 18    |
| 2013-2014             | ACF Fiorentina        | Serie A                     | 21          | 3           | 1           | 2                     | 1                     | 2                     | C3                             | 8                              | 2                              | 1                              | 4        | 1        | 0        | 35    | 7     | 4     |
| 2014-2015             | ACF Fiorentina        | Serie A                     | 25          | 8           | 3           | 2                     | 0                     | 0                     | C3                             | 7                              | 2                              | 0                              | 3        | 1        | 1        | 37    | 11    | 4     |
| 2015-2016             | ACF Fiorentina        | Serie A                     | 30          | 13          | 5           | 1                     | 0                     | 0                     | C3                             | 6                              | 2                              | 0                              | 7        | 0        | 1        | 44    | 15    | 6     |
| 2016-2017             | ACF Fiorentina        | Serie A                     | 30          | 5           | 4           | 2                     | 0                     | 0                     | C3                             | 4                              | 1                              | 0                              | 7        | 1        | 5        | 43    | 7     | 9     |
| Sous-total            | Sous-total            | Sous-total                  | 106         | 29          | 13          | 7                     | 1                     | 2                     | -                              | 25                             | 7                              | 1                              | 21       | 3        | 7        | 159   | 40    | 23    |
| 2017-2018             | Atalanta Bergame      | Serie A                     | 31          | 12          | 8           | 4                     | 0                     | 0                     | C3                             | 6                              | 4                              | 2                              | 6        | 2        | 1        | 47    | 18    | 11    |
| 2018-2019             | Atalanta Bergame      | Serie A                     | 31          | 13          | 7           | 5                     | 1                     | 2                     | -                              | -                              | -                              | -                              | 7        | 2        | 0        | 43    | 16    | 9     |
| 2019-2020             | Atalanta Bergame      | Serie A                     | 27          | 15          | 5           | 1                     | 1                     | 0                     | C1                             | 7                              | 5                              | 0                              | 6        | 2        | 3        | 41    | 23    | 8     |
| 2020-2021             | Atalanta Bergame      | Serie A                     | 28          | 6           | 9           | 4                     | 0                     | 0                     | C1                             | 6                              | 1                              | 1                              | 6        | 4        | 1        | 44    | 11    | 11    |
| 2021-2022             | Atalanta Bergame      | Serie A                     | 19          | 3           | 4           | 1                     | 0                     | 0                     | C1                             | 4                              | 1                              | 1                              | 7        | 4        | 1        | 31    | 8     | 6     |
| Sous-total            | Sous-total            | Sous-total                  | 137         | 47          | 33          | 14                    | 2                     | 2                     | -                              | 23                             | 11                             | 4                              | 33       | 13       | 6        | 207   | 73    | 45    |
| 2022-2023             | NK Maribor            | Prva liga Telekom Slovenije | 11          | 2           | 3           | 2                     | 0                     | 0                     | -                              | -                              | -                              | -                              | -        | -        | -        | 13    | 2     | 3     |
| 2023-2024             | NK Maribor            | Prva liga Telekom Slovenije | 32          | 8           | 10          | 1                     | 0                     | 0                     | C4                             | 3                              | 1                              | 1                              | 4        | 1        | 0        | 40    | 10    | 11    |
| 2024-2025             | NK Maribor            | Prva liga Telekom Slovenije | 7           | 1           | 3           | 1                     | 0                     | 0                     | C4                             | 6                              | 2                              | 1                              | 3        | 0        | 0        | 17    | 3     | 4     |
| Sous-total            | Sous-total            | Sous-total                  | 50          | 11          | 16          | 3                     | 0                     | 0                     | -                              | 9                              | 3                              | 2                              | 7        | 0        | 0        | 69    | 14    | 18    |
| Total sur la carrière | Total sur la carrière | Total sur la carrière       | 477         | 122         | 81          | 37                    | 9                     | 5                     | -                              | 67                             | 25                             | 8                              | 86       | 17       | 16       | 667   | 173   | 110   |

## Palmarès

### En club
- Champion de Slovénie 2010-2011 avec le NK Maribor

- Vainqueur de la Coupe de Slovénie 2008-2009 avec le NK Interblock